# Cantonul Marcoing
Cantonul Marcoing este un canton din arondismentul Cambrai, departamentul Nord, regiunea Nord-Pas-de-Calais, Franța.

## Comune
- Anneux
- Banteux
- Bantouzelle
- Boursies
- Cantaing-sur-Escaut
- Crèvecœur-sur-l'Escaut
- Doignies
- Flesquières
- Gonnelieu
- Gouzeaucourt
- Honnecourt-sur-Escaut
- Les Rues-des-Vignes
- Lesdain
- Marcoing (reședință)
- Masnières
- Mœuvres
- Noyelles-sur-Escaut
- Ribécourt-la-Tour
- Rumilly-en-Cambrésis
- Villers-Guislain
- Villers-Plouich